# Hyeongyeong-myeon
Hyeongyeong-myeon (koreanska: 현경면) är en socken  i kommunen Muan-gun i provinsen Södra Jeolla i den sydvästra delen av Sydkorea, 290 km söder om huvudstaden Seoul.